# ヨシノボリ
ヨシノボリ（葦登）は、アジアの熱帯・温帯の淡水から汽水域に広く分布するハゼの1グループである。「ヨシノボリ」という呼び名は特定の種類を指さず、ハゼ亜目ハゼ科ヨシノボリ属 (Rhinogobius) に分類される魚の総称として用いられる。

## 特徴
成魚の体長はどの種類も5-10cm前後である。20cm以上の個体も稀にいる。体の模様は種間でさまざまな変異が見られるが、頭部には赤褐色の線が入るものが多い。
ロシア沿海地方から東南アジアまでの熱帯・温帯域に分布。多くの種類に分かれるが、類似種が多いことなどの分類学的問題により種の総数は不明で、詳細な研究は現在進行中である。
各地の河川や湖沼などに生息する。吸盤状の腹鰭で川底の石や護岸にはりつくことができ、種類によっては水流が速い渓流にも生息する。これらの未成魚が川を遡上するときなどは、流れの横の濡れた岩場をさかのぼることもある。この様子から「葦にも登る」という意味でこの名がついたが、実際には自分から葦を登ることはない。
川底の藻類やデトリタスを食べることもあるが、食性はほぼ肉食性で、水生昆虫やミミズ、エビ、魚の卵や稚魚などを捕食する。
雄は繁殖期になると縄張りを作り、縄張りに侵入する他の雄を激しく攻撃する。一方で川底の石の下に巣穴を掘って雌を誘い、産卵を行う。巣穴には捨てられた空き缶などを使うこともあり、春から夏にかけて川の中の空き缶を拾うと中にこの魚が入っていたということがある。他にウキゴリ、チチブなども空き缶をよく利用する。
産卵後は雄が雌を追い出して、巣穴で仔魚が孵化するまで卵を守る。孵化した仔魚は海へ降河し、海で成長して再び川をさかのぼる。ただし降河せずに一生を川で過ごす種類や、海の代わりにダムや湖で成長するものもいる。
山地の渓流から都市部の河川までよく見られ、身近な川魚のひとつに数えられる。地域によっては食用にされ、観賞用に飼育する人もいる。
天敵にはブラックバス、ナマズ、雷魚などの肉食魚類、カワセミなどの鳥類。 泳がせ釣りの釣り餌として利用されることもある。

## 日本産ヨシノボリ類の分類
現在までのところ日本に生息するとされるヨシノボリ属は以下の通りである。研究者の鈴木寿之らは、少なくとも14種に分けられるとしていたが、現在ではその種はもっと多いと考えられている。

### 種として記載されているもの
クロヨシノボリ Rhinogobius brunneus (Temminck and Schlegel, 1845)
両側回遊性で温暖な海域に面した、流れが速い小川に分布する。胸鰭のつけ根が黒く、尾鰭のつけ根に太い"Y"字型の模様がある。また、体色をよく変え、興奮すると体の横に黒い太い線が浮き上がる。黒っぽい体色のことが多いことが和名の由来。屋久島以北集団と琉球列島集団の2亜種に分類される。
ゴクラクハゼ Rhinogobius giurinus (Rutter,1897)
頬に迷路のような細かい模様があり、体の横に黒っぽい大きな斑点と青い小さな点が並ぶ。汽水域に多い。
シマヨシノボリ Rhinogobius nagoyae (Jordan and Seale, 1906)
頬に細かいミミズのような模様がある。繁殖期の雌は腹が鮮やかな青色になる。和名は頬や各鰭の模様に由来する。
シマヨシノボリ（九州以北亜種） Rhinogobius nagoyae nagoyae
(Jordan and Seale, 1906)
九州以北の河川中流域の平瀬に生息する。
シマヨシノボリ（琉球列島亜種） Rhinogobius nagoyae formosanus
(Oshima, 1919)
琉球列島の河川中流域の平瀬に生息する。
クロダハゼ Rhinogobius kurodai (Tanaka,1908)
トウヨシノボリと同種とされてきた。クロダハゼはトウヨシノボリより先に新種記載されたが、その後トウヨシノボリという種が確立され、クロダハゼはトウヨシノボリの1型とされてきた。現在は独立種となっているが、学名が混乱している。関東地方から報告されている。全長は4-6cm。
オオヨシノボリ Rhinogobius fluviatilis (Tanaka, 1925)
大きな河川に多い。成魚は全長12cmに達し、大型になることが和名の由来。胸鰭のつけ根の上側に、黒色の円形斑が入る。
カワヨシノボリ Rhinogobius flumineus (Mizuno, 1960)
稚魚が海に降りず、一生を淡水で過ごすことが和名の由来。成魚の全長は4-6cmほどと小型。胸鰭の条数が15-17と他種に比べ少ない。佃煮などで利用される。
オガサワラヨシノボリ Rhinogobius ogasawaraensis
(Suzuki, Chen and Senou, 2011)
小笠原諸島にのみ生息する両側回遊魚。頬に朱色の点が入り、腹部は黄色。体の横に黒い大きな斑点が並び、尾鰭のつけ根に2個の黒点が垂直に入る。河川環境の改変・生息地の少雨化・カワスズメ等の外来生物の侵入・遺伝的多様性の喪失などにより絶滅の危機に瀕している。絶滅危惧IB類 (EN)（環境省レッドリスト）
ルリヨシノボリ Rhinogobius mizunoi (Suzuki, Shibukawa & Aizawa, 2017)
和名は頬に小さな青い点があることに由来する。成魚の全長は10cmを超え、オオヨシノボリと同じくらいの大きさになることもある。急流を好み、分布地は各地に点在する。
ビワヨシノボリ Rhinogobius biwaensis (Takahashi and Okazaki, 2017)
琵琶湖固有種で、全長4cmほどの小型種。頭部の背面には鱗がない。情報不足（DD）（環境省レッドリスト）
パイヌキバラヨシノボリ Rhinogobius aonumai
(Suzuki,Oseko,Yamasaki,Kimura&Shibukawa, 2022)
2022年に新種記載されたハゼで、以前はキバラヨシノボリと同一種とされてきた。パイヌキバラヨシノボリはクロヨシノボリが大型の離島で分化したことで生まれた種。オスの第1背鰭は伸びる。第2背鰭と尾鰭は黄色で縁取られる。体側の黒斑は不明瞭。
 イリオモテパイヌキバラヨシノボリ Rhinogobius aonumai aonumai
(Suzuki,Oseko,Yamasaki,Kimura&Shibukawa, 2022)
西表島に生息する。背鰭前方鱗数は9–15、縦列鱗数は32–37。第2背鰭前端の2個の担鰭骨は第10 脊椎骨の神経棘をまたぐ。腹鰭第5軟条は最初に3または4分岐し、ふつう4分岐する。
イシガキパイヌキバラヨシノボリ Rhinogobius aonumai ishigakiensis
(Suzuki,Oseko,Yamasaki,Kimura&Shibukawa, 2022)
石垣島に生息する。個体数は激減している。背鰭前方鱗数は10–14、縦列鱗数は33–38。第2背鰭前端の2個の担鰭骨は第9脊椎骨の神経棘をまたぐ。腹鰭第5軟条は最初に2または3分岐し、ふつう2分岐する。
ケンムンヒラヨシノボリ Rhinogobius yonezawai (Suzuki, Oseko, Kimura & Shibukawa, 2020)
2020年に新種記載された。成魚は種子島、屋久島、奄美大島、沖縄島の渓流に生息する。成魚の全長は7-8cmだが、最大で10cmになる。オスの第1背鰭は高く烏帽子形、その第2・3棘が最長で糸状に伸長しないものの倒すと第2背鰭第1から第4軟条起部に達する。腹鰭第5軟条は普通最初に5分岐する。
ヤイマヒラヨシノボリ Rhinogobius yaima (Suzuki, Oseko, Kimura & Shibukawa, 2020)
2020年に新種記載された。成魚は石垣島や西表島の渓流に生息する。成魚の全長は7-8cmだが、最大で10cmになる。眼から吻端にかけての朱条は太く明瞭で、オスの第1背鰭低く後端は倒しても第2背鰭起部に達せず、腹鰭第5軟条は普通最初に5分岐する。
トウカイヨシノボリ Rhinogobius telma (Suzuki,Kimura & Shibukawa, 2019)
東海地方に生息している。全長4センチほどの小型種で、頭部の前鰓蓋菅が見られない。ため池や沼・それらにつながる水路・川岸の止水域で一生を過ごす。
シマヒレヨシノボリ Rhinogobius tynoi (Suzuki,Kimura & Shibukawa, 2019)
瀬戸内海に面した平野部の中国地方、近畿地方、四国地方に生息している。全長は4センチほどの小型種。第1背鰭は雄雌とも伸長しない。尾鰭には横縞が入って、雄の尾鰭下部に赤色が見られる。池や沼・ワンドなどの止水域で泥底である所を好む。一生淡水域で過ごす。

### 種として記載されていないもの
学術的混乱を避けるために1989年に学名が未決定のまま、標準和名ならびに、学名の仮の代わりとして Rhinogobius sp. の後に、それぞれの種をアルファベット大文字2文字で表す方法が提唱された。
トウヨシノボリ Rhinogobius sp. OR〔Rhinogobius kurodai (Tanaka, 1908)〕
もともとRhinogobius kurodaiが使われてきたが、この学名がクロダハゼに適用されることになり、トウヨシノボリの学名は未決定となっている。トウヨシノボリの分類は混乱している。雄の尾鰭のつけ根に大きな橙色の斑点があることからこの名があるが、個体群によっては見られないものも多い。最も分布が広く、体の模様も地域差や個体差が大きい。
アヤヨシノボリ Rhinogobius sp. MO
MOとは MOzaic type の略。他の何種類かのヨシノボリの持つ色彩的特徴をモザイクのように持っていることに由来する。頬には瑠璃色の点が入る。繁殖期の雌は腹部が青みを帯びる。
アオバラヨシノボリ Rhinogobius sp. BB
BBとは Blue Belly medium-egg type の略。一生を淡水で過ごすが、卵の大きさがカワヨシノボリと稚魚が海に降りるタイプのヨシノボリとの中間の大きさをしているため、キバラヨシノボリとともに中卵型と呼ばれていた。抱卵した雌の腹部が青くなることが和名の由来。沖縄島北部のみに分布する種。勾配の緩やかな水量の多い河川の淵を好んで生息する。ダム建設やグッピーの侵入等によって近々の絶滅が危ぶまれている。アヤヨシノボリから分化したと考えられている。絶滅危惧IA類 (CR)（環境省レッドリスト）
キバラヨシノボリ Rhinogobius sp. YB
YBとは Yellow Belly medium-egg type の略。琉球列島に生息。一生を淡水で過ごすが、卵の大きさがカワヨシノボリと稚魚が海に降りるタイプのヨシノボリとの中間の大きさをしているため、アオバラヨシノボリとともに中卵型と呼ばれていた。抱卵した雌の腹部が黄色になることが和名の由来。河川環境の改変、グッピー・パールダニオ・ソードテール・ブルーギル等の外来生物の侵入、乱獲等により存続が懸念されている。環境省レッドリストでは未記載種となっているが、クロヨシノボリから平行進化した多系統群であることが分かっているため、単一の種として記載される可能性はない。絶滅危惧IB類 (EN)（環境省レッドリスト）

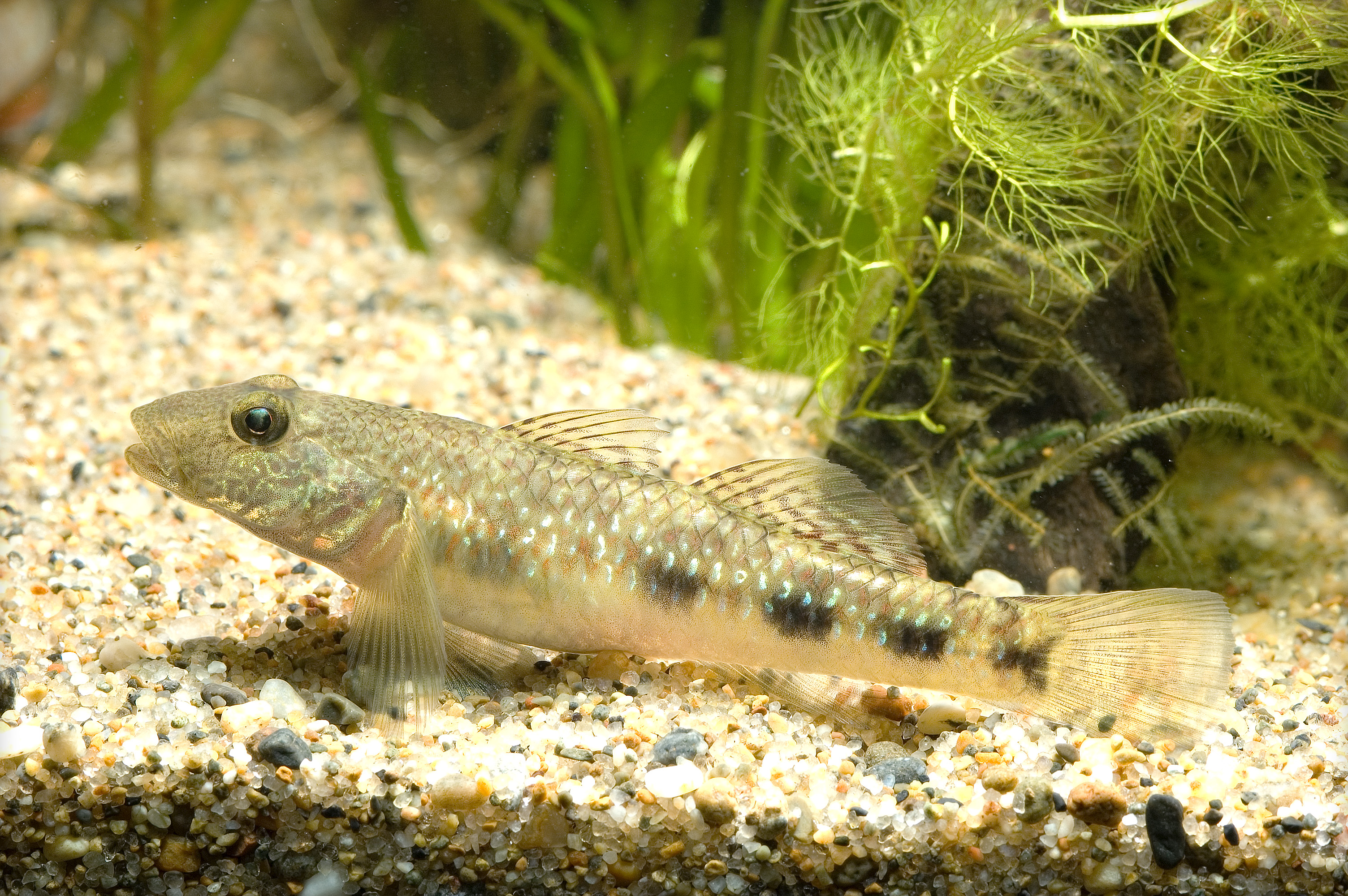
ゴクラクハゼRhinogobius giurinus
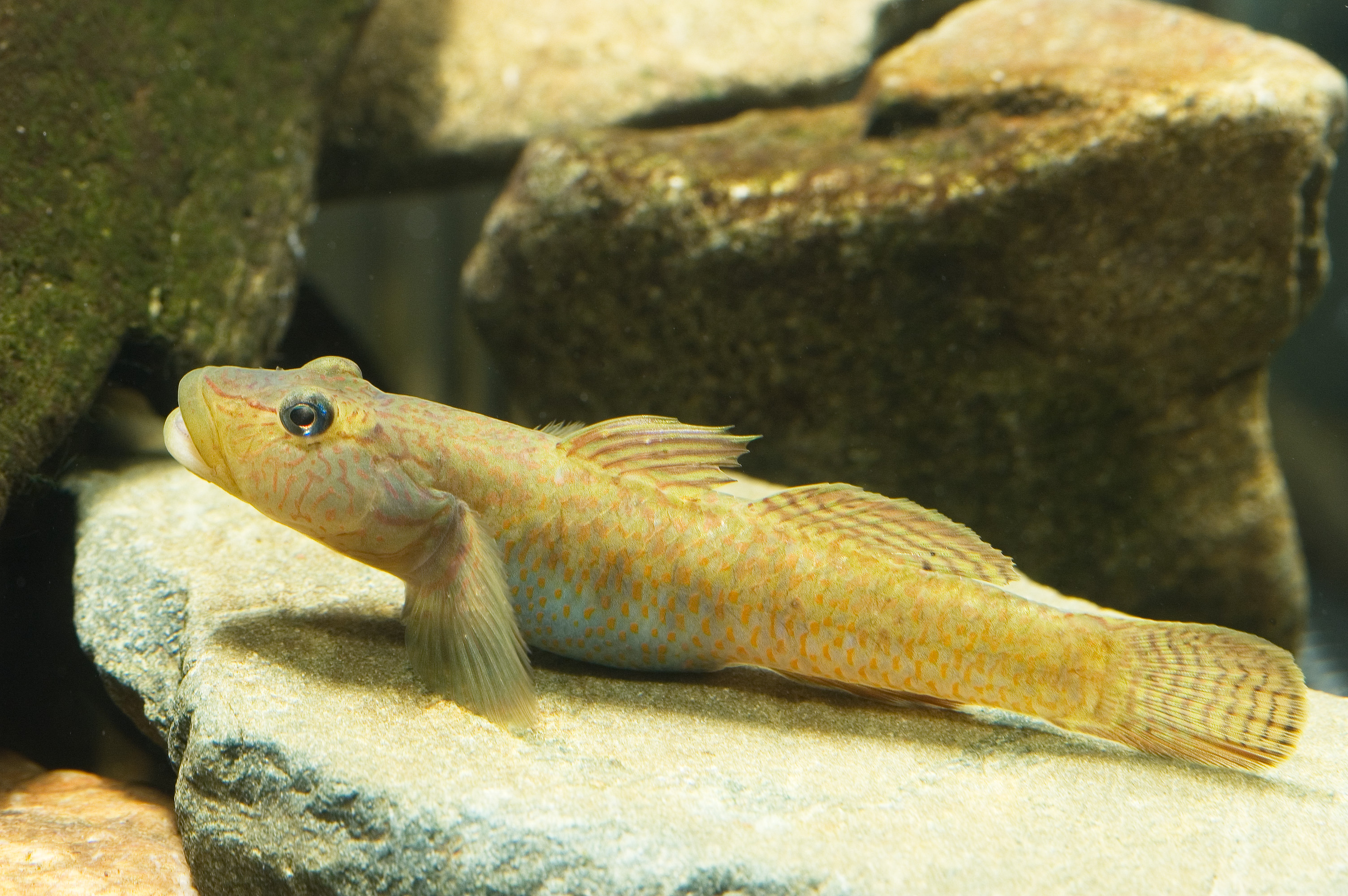
シマヨシノボリRhinogobius nagoyae
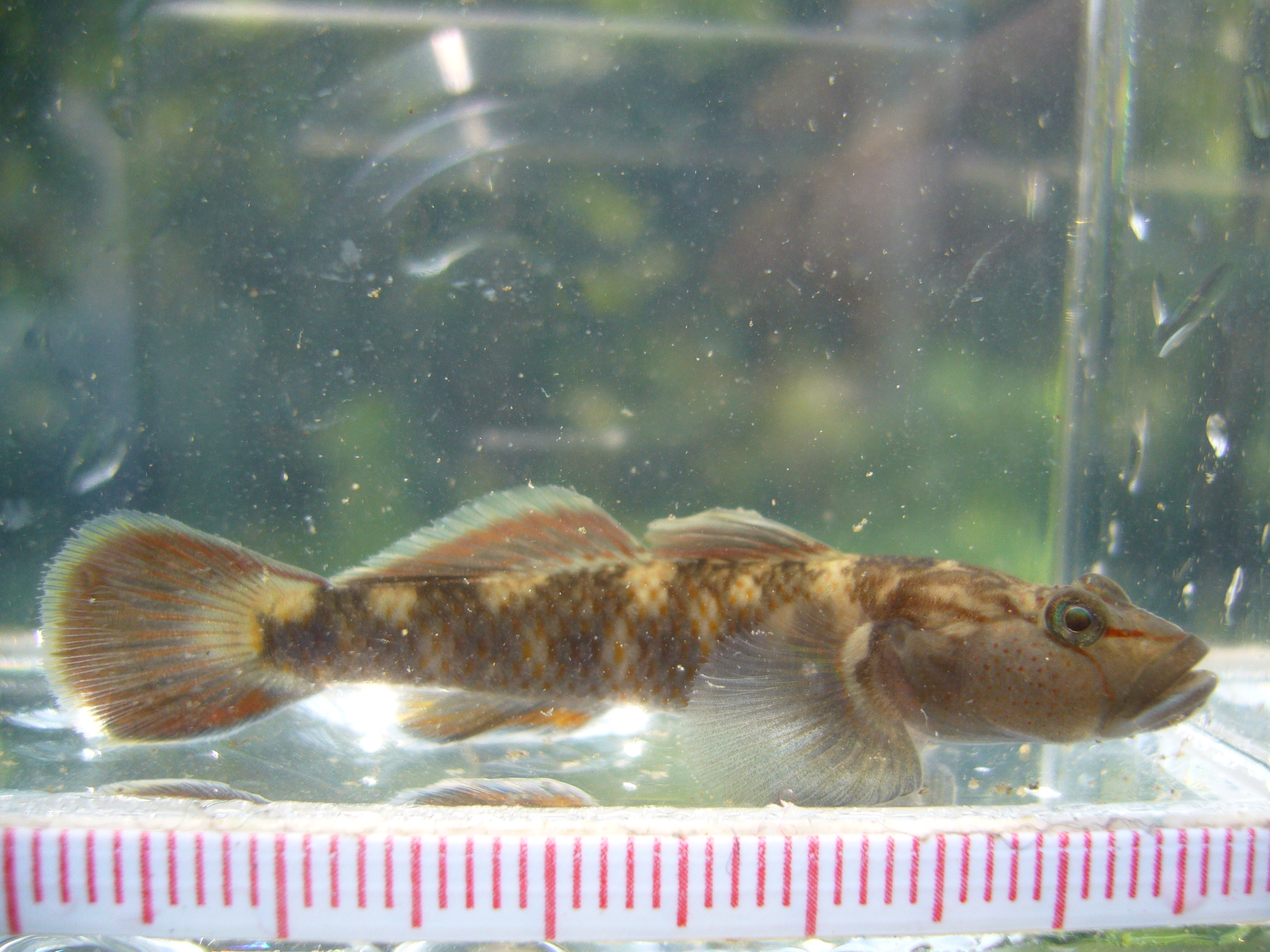
トウヨシノボリRhinogobius kurodai
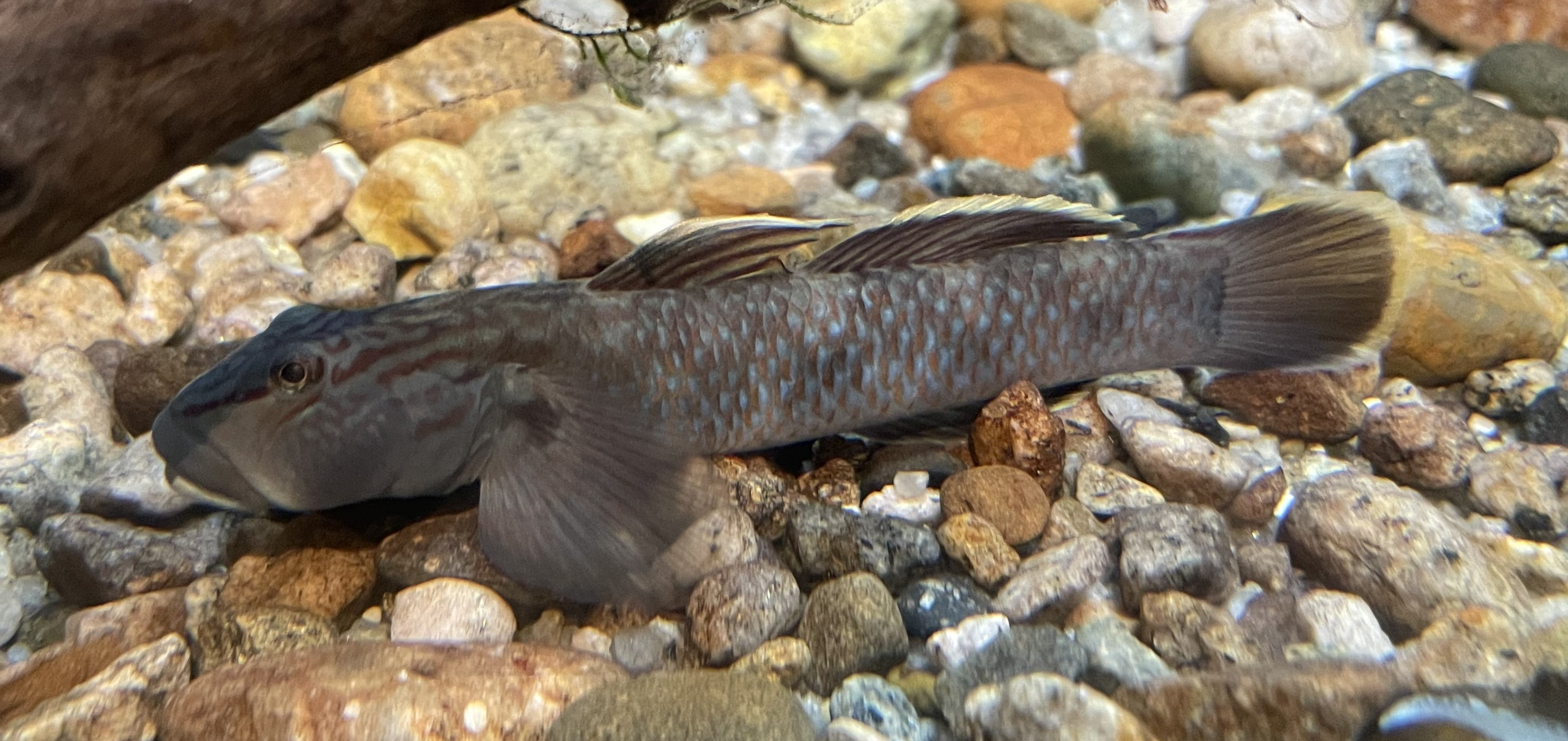
オオヨシノボリ Rhinogobius fluviatilis
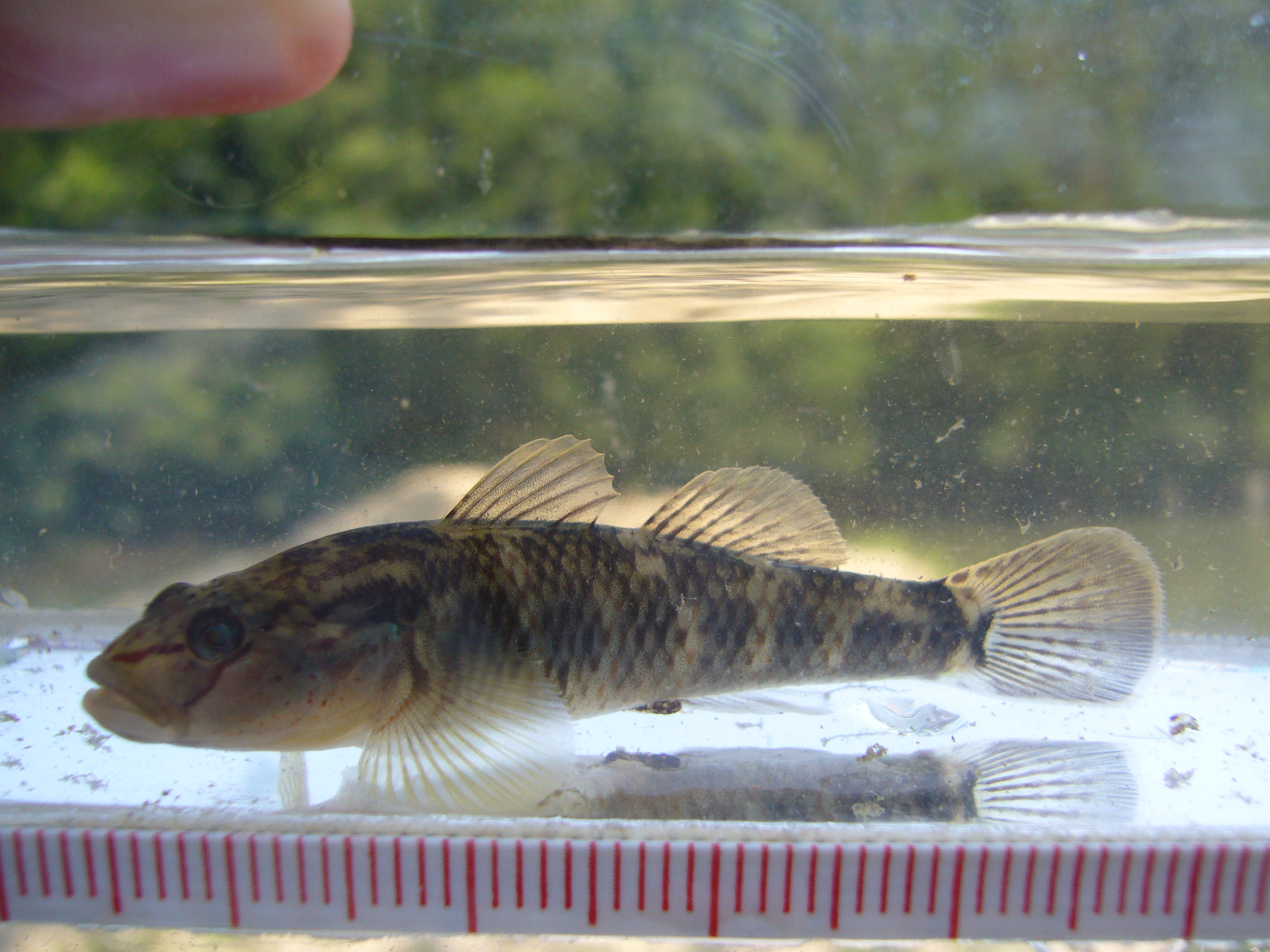
シマヒレヨシノボリRhinogobius sp. BF
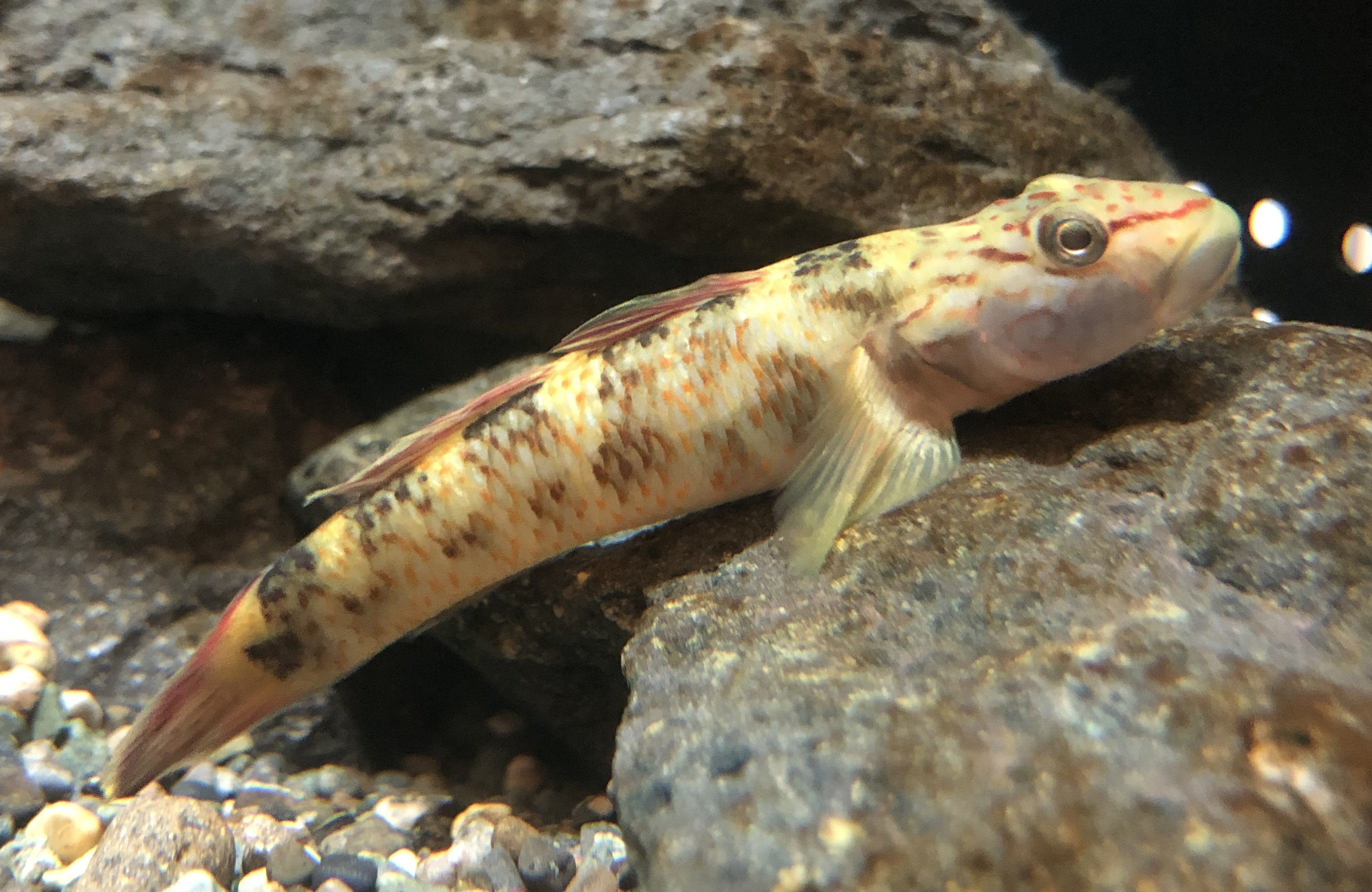
ルリヨシノボリRhinogobius mizunoi
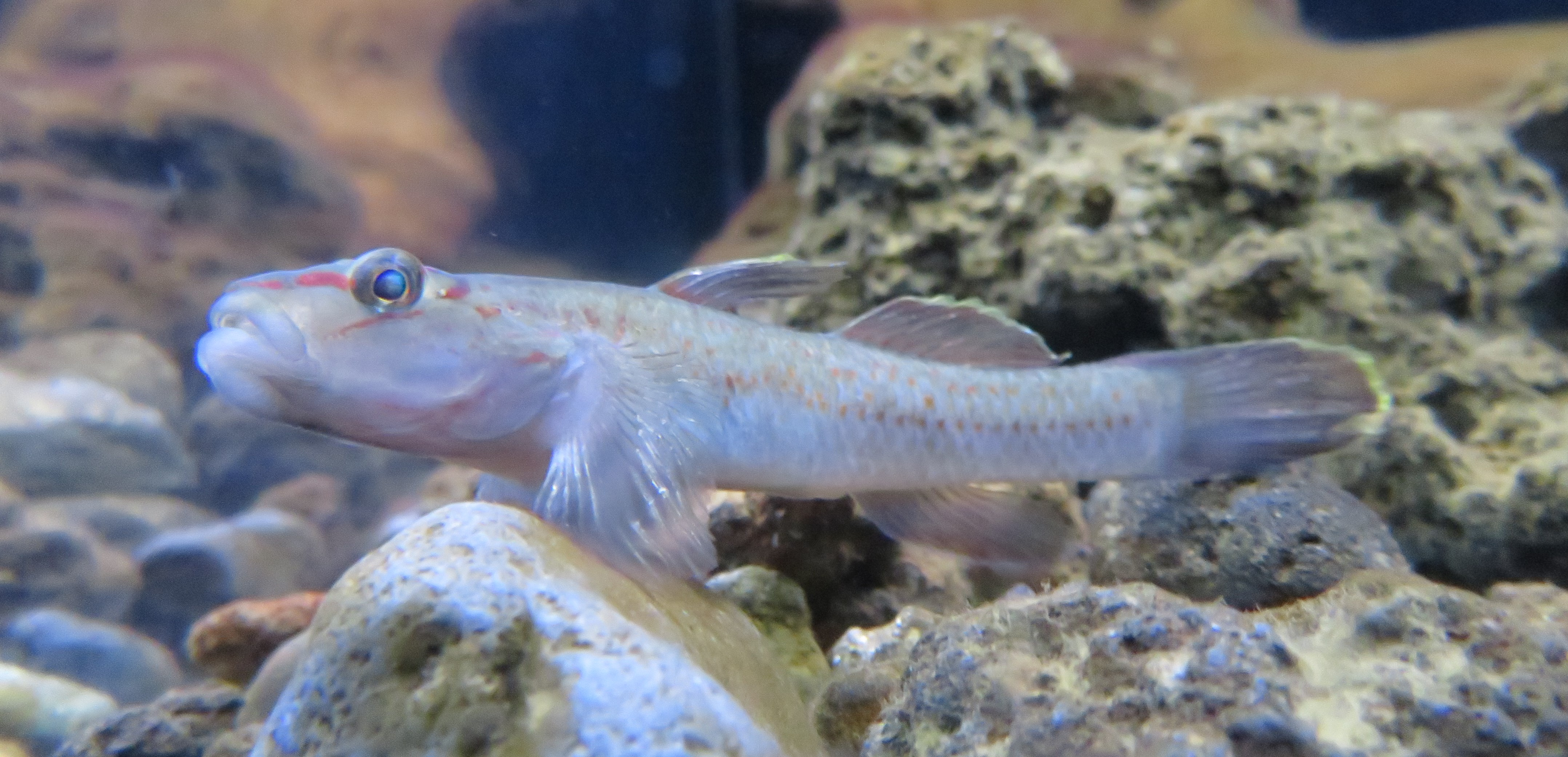
オガサワラヨシノボリRhinogobius ogasawaraensis